# Devalapur, Basavana Bagevadi
Devalapur là một làng thuộc tehsil Basavana Bagevadi, huyện Bijapur, bang Karnataka, Ấn Độ.